# 兆华斯坦地产
兆华斯坦地产公司（Silverstein Properties），于1957年由现任总裁兼首席执行官拉里·希尔弗斯坦（兆来瑞）创立，是一家提供地产开发、投资和管理等服务的私人控股公司，总部位于纽约。

## 历史
2001年7月，兆华斯坦地产公司赢得世贸中心南北塔楼（双子塔）及其附属建筑的经营权，与纽约纽泽西港务局签订99年的租赁协议，达成了纽约历史上最大的房地产交易。然而六周后，双子塔在九一一袭击事件中轰然倒塌。此后，兆华斯坦地产公司和港务局共同主持世贸中心的重建工作（當中前者持有2,3,4,7號大樓，後者持有1號大樓及原擬建5號大樓的警察停車場）。
2014年1月23日，兆華斯坦地產與深圳恆裕集團以134.0999億（人民幣，下同）奪得前海深港現代服務業合作區編號為201-0080的地塊（位於前海灣海濱），總價和樓面價均刷新2014年深圳市新地王紀錄。規劃顯示，地塊用地面積5.14萬平方米，其中建設用地面積3.97萬平方米，綠地面積5,968.49平方米，道路面積5,722.49平方米。地塊規劃建築面積47.7萬平方米，其中辦公面積30.33萬平方米，商業面積5.80萬平方米。目前，此項目已命名為前海金融中心（QFC），由中國中鐵承建，共有兩幢寫字樓及一幢住宅。